# الحلفايا
مدينة حلفاية الملوك مدينة سودانية تقع في ولاية الخرطوم مدينة الخرطوم بحري وهو من أقدم المناطق ببحري تمتد حلفاية الملوك حوالي السبعة أميال شمال الخرطوم بحري.يطلق إستسهالا إسم (الحلفايا) 

## الموقع
يحده شمالاً منطقة [الكدرو] وجنوباً امتداد حي شمبات ويعرف «بشمبات الأراضي» من ناحية الشرق منطقة (عد أبيض)، المتاخمة لحدود قرية الشيخ مصطفى، ومن الغرب نهر النيل

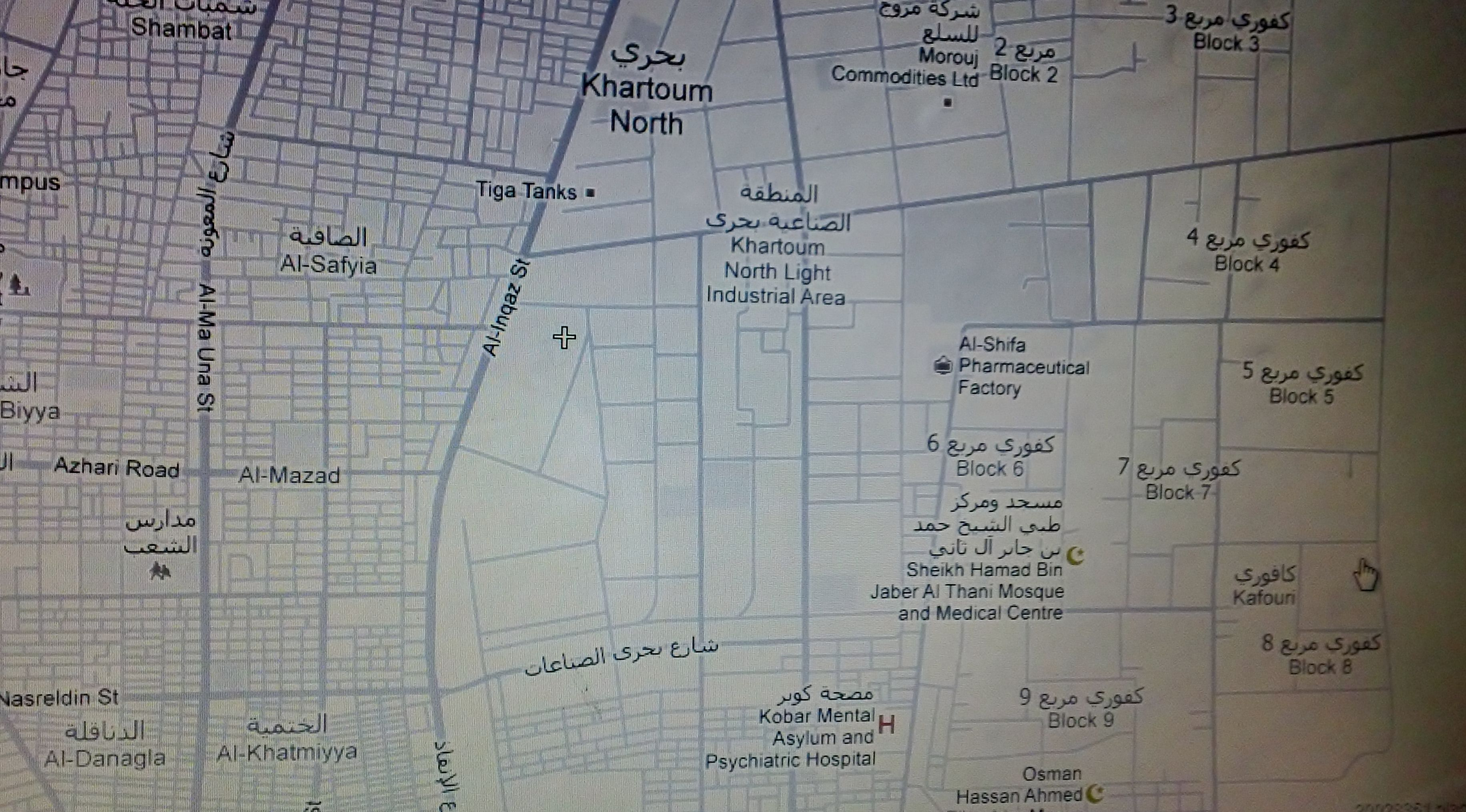
احياء بحري

ويبلغ عدد سكانها 65 ألف نسمة.

## التسمية
كانت تعرف بالحلفاية في الماضي. سميت حلفاية الملوك بهذا الاسم رجوعاً لتاريخ ملوك دولة العبدلاب إبان حكم [السلطنة الزرقاء] التي نزح ملوكها من مدينة قرِّي إلى الحلفايا وبقي بعضُهم في قرِّي. وبعد انتقال العبدلاب من قرى اليها في عام 1747م اتخاذوها كعاصمة لهم، فجرى عليها اسم حلفاية الملوك.

## تاريخ منطقة الحلفاية
- إن الحلفايا هي من أقدم مدن السودان واختارتها قبيلة العبدلاب عاصمة لهم ومنها أسست دولة العبدلاب، وبعد هذا التاريخ تحولت إلى سنار وبقت الحلفايا كعاصمة ولائية، وذكر صاحب الطبقات ود ضيف الله انها كانت تعرف قبل الثورة المهدية بحلفايا الملوك. وكان رجلاً مؤرخًا وعالمًا وأسَّس مسجدًا ما زال موجودًا حتى الآن يسمى مسجد ود ضيف الله، بعد ذلك أصبحت الحلفايا مدينة كسائر المدن السودانية.
- إن أول قبيلة سكنت الحلفايا هي قبيلة الصواردة ولهم مقابر سُمِّيت مقابر الصواردة.
- أما بالنسبة لقبيلة العبدلاب فقد كانت عاصمتهم قرِّي، وعندما بدأت الفتوحات انتقلت العاصمة منها إلى حلفايا الملوك.
- وامتدَّ حكم دولة العبدلاب من أربجي إلى حدود السودان الشمالية وحكم عمارة دنقس المنطقة الممتدة من سنار وبقية السودان إلى أربجي.
- والحلفايا هي من أقدم المدن في السودان، وسقطت في عهد المك ناصر عندما قدم الجيش التركي، واجتمع مجلس شورى العبدلاب وقالوا إن الجيش لديه أسلحة متطورة لا يمكن هزيمتهم، وقاموا بتسليم الحكم للقائد الغازي وقرروا أن يعيشوا مواطنين عاديين بحلفايا الملوك إلى يومنا هذا، العبدلاب حكموا السودان (317) سنة، ونظام الحكم كان فيدراليا.
- حلفايا الملوك ذات تاريخ طويل وهي أقدم من الخرطوم بحري وكانت محطة السكة حديد تسمَّى بالحلفايا في ذلك الوقت.
- الحرفة الرئيسة لأهل الحلفايا هي الزراعة وهم يملكون أراضي واسعة تبدأ من الحلفايا وتنتهي بسلاح المظلات عند كبري شمبات الحالي.
- الآن حلفايا الملوك أصبحت من أكبر الاحياء فقد سكنتها قبائل متعدِّدة. هذه القبائل انصهرت في بوتقة واحدة ويربطهم نسيج اجتماعي قوي جدًا في السراء والضراء، وهذه المدينة اليوم هي (سودان مصغر) بحكم الرابط والنسيج الاجتماعي المتماسك.

## شخصيات معروفه من حلفاية الملوك
- إدريس محمد جماع
- حسن بشير نصر
- بروفيسور. عون الشريف قاسم
- د.عوض دكام
- أسماء حمزة
- الامير:الهاشمي ود الزبير
- دكتور جمال محمد(حران)
- بروفيسور الشوش
- بروفيسور عوض الله صالح

## أهم المعالم حلفاية الملوك

### الحدائق
- كما توجد بالحلفايا حديقة باسم الشاعر إدريس جمَّاع.
- حديقة تسمَّى باسم الشاعر محمد محمد علي.
- كما يوجد بها الآن مجمع ثقافي سُمِّي باسم إدريس محمد جمَّاع، هذا المجمع هدفه هو أن يكون مجمعًا ثقافيًا يستضيف الشعراء الشباب والشعراء القدامى لإقامة الندوات والمحاضرات من أجل تعليم الناس وهناك أيضًا مجمع للأستاذ الهندي.[5]

### مستشفيات
مقترح تحت الدراسة إنشاء صرح ضخم لرعاية الامومة والطفولة
مركز صحي ضخم

### دور العبادة
أنه توجد في الحلفايا الآن أكثر من (25) مسجدًا  وكنيسة

## التعليم
وبها معهد للتدريب ومدارس ثانوية وعدد من مدارس مرحلة الأساس